# Shefford (Quebec)
Shefford es un municipio-cantón de la provincia de Quebec, Canadá. Está ubicado en el municipio regional de condado de La Haute-Yamaska y a su vez, en la región de Montérégie-Est en Montérégie. Hace parte de las circunscripciones electorales de Shefford a nivel provincial y de Shefford a nivel federal.

## Geografía
Shefford se encuentra ubicada en las coordenadas 45°21′00″N 72°34′00″O / 45.35000, -72.56667. Según Statistique Canada, tiene una superficie total de 118.35 km² y es una de las 1134 municipalidades en las que está dividido administrativamente el territorio de la provincia de Quebec.

## Demografía
Según el censo de 2011, había 6711 personas residiendo en este cantón con una densidad poblacional de 56.7 hab./km². Los datos del censo mostraron que de las 5941 personas en 2006, en 2011 el cambio poblacional fue de 770 habitantes (13%). El número total de inmuebles particulares resultó de 2762 con una densidad de 23.34 inmuebles por km². El número total de viviendas particulares que se encontraban ocupadas por residentes habituales fue de 2587.